# 拥抱中东
拥抱中东（英文：Embrace the Middle East）是一家慈善机构。1854年，该机构作为前往奥斯曼帝国的基督教传教机构成立。现如今，该组织活跃在奥斯曼帝国的后继国家中，继续开展医疗保健、教育和社区发展项目。

## 沿革
该协会于1854年由卡林·埃尔德利爵士和沙夫茨伯里勋爵等英国福音派慈善家成立，名为“土耳其宣教援助协会”（英文：Turkish Missions' Aid Society） ，其宗旨是支持土耳其的亚美尼亚基督徒。其杂志《东方之星》于 1883 年首次出版。
1893年，随着其在土耳其境外活动的发展，该协会更名为“圣经之地宣教援助协会”。 1962 年，它的名字被简化为“圣经之地协会”，然后于1996年彻底被简化为“圣经之地”。2012年，该组织最终变更为现名“拥抱中东”。 
该协会的档案保存在伯明翰大学吉的百利研究图书馆。 

## 政治立场
拥抱中东组织广泛同情巴勒斯坦人的事业，并曾因此受到亲以色列的非政府组织的攻击。 